# 880 Herba
880 Herba, asteroid glavnog pojasa. Otkrio ga je Max Wolf, 22. srpnja 1917.

## Vanjske poveznice
- Minor Planet Center